# Гуревич Лазар Ізраїльович
Лазар Ізраїльович Гуревич (нар. 18 серпня 1894, м. Комаї Ковенської губернії (нині — м. Каунас, Литва) — пом. 26 травня 1966, Харків) — виконувач обов'язків ректора Харківського державного університету (1937—1938), директор Центральної наукової бібліотеки ХДУ (1945—1957).

## Життєпис
Гуревич в 1916 закінчив математичне відділення Київського університету.
Трудову діяльність почав у Харкові. Працював у початковій школі, у приватних гімназіях. У 1920 р. організував колонію-комуну робітничої молоді, керував першою експериментальною школою фабрично-заводського учнівства на Україні при Другому державному заводі сільськогосподарчого машинобудування (Харків). У цей же час, в 1919—1922, навчався на історико-філологічному факультеті Харківського університету (і вишів, які тимчасово утворилися у проміжок між часом його ліквідації та відновлення: Академії теоретичних знань, Харківського інституту народної освіти).
В 1922 році мобілізований для роботи на Донбасі, де був завідувачем губернським відділом профосвіти робітників та робітничої молоді. У 1924—1925 роках викладав у Артемівському педагогічному технікумі. У грудні 1925 року переведений на роботу до Харкова — у Наркомпрос України. Організував видання часопису «Робітнича освіта», був членом її редколегії. В 1927 році призначений ректором заснованого того ж року Вечірнього робітничого університету (Харків).
У 1927—1934 роках викладав педагогіку на курсах перепідготовки вчителів у Харківському інженерно-педагогічному інституті, де завідував кафедрою педагогіки.
У 1932 році призначений на посаду професора (незважаючи на відсутність наукового ступеня).
У 1934 році перейшов працювати на посаду професора та завідувача кафедрою педагогіки Харківського університету.
У 1936 році захистив кандидатську дискртацію, став кандидатом педагогічних наук. Працював проректором з науки, з навчальної роботи.
У 1937—1938 року виконував обов'язки ректора ХДУ. У роки війни, в період евакуації університету, працював у Чимкентському вчительському інституті, потім — у Об'єднаному Українському державному університеті (м. Кзил-Орда), де завідував кафедрою педагогіки та психології.
Після звільнення Харкова у 1943 р. повернувся з університетом з евакуації.
У 1943—1945 роках завідував кафедрою педагогіки.
У березні 1945 р. Гуревича було призначено на посаду виконуючим обов'язки директора за сумісництвом, а з 1948 року — директором Центральної наукової бібліотеки ХДУ
У 1957 році повернувся на кафедру педагогіки на посаду професора.

## Наукова робота
Гуревич є автором більше 100 публікацій, серед яких — роботи у галузі педагогіки, педагогічної освіти, соціології праці та виховання. Деякі публікації були передруковані болгарськими, естонськими, китайськими, німецькими, румунськими та чехословацькими часописами.